# Айнур Доган
Айнур Доган (на турски: Aynur Doğan; на кюрдски: Aynur Doğan) е турска фолклорна певица, инструменталистка и филмова композиторка от кюрдски етнически произход. Произхожда от семейство на алевии.

## Биография
Родена е през 1975 г. в източнотурския град Чемишгезек, вилает Тунджели, но израства в Елязъг. По време на конфликта между турските сили за сигурност и кюрдската Работническа партия на Кюрдистан (ПКК) през 1992 г. семейството и се мести в Истанбул, където Айнур получава музикално образование в Arif Sağ Music School. Там учи пеене при Бегюм Ердем и Ашкън Метинер.

## Албуми
До този момент Айнур Доган е издала 7 албума. 
- Seyir (2002)
- Keçe Kurdan (2004)
- Nûpel (2005)
- Rewend (2010)[7]
- Hevra (2013)[8]
- Hawniyaz (2016)[9]
- Hêdur (2020)[10][11][12]

Издаването на втория албум „Keçe Kurdan“ (Кюрдско момиче) предизвиква реакция на турските власти, като съдът в Диарбекир решава да забрани разпространяването му в цяла Турция. Обвинението е, че едноименната песен от албума пропагандира кюрдския сепаратизъм. През 2005 г. забраната е отменена.

## Композиране
Айнур Доган участва при създаването на музиката към филмите „Gönül Yarasi“ (2005), „Музиката на Истанбул“ (2005) на Фатих Акън и „Kanimdaki Barut“ (2009).